# Buffalo (Iowa)
Buffalo ist eine Kleinstadt in Scott County im Osten des US-amerikanischen Bundesstaates Iowa am Westufer des Mississippi River. Das U.S. Census Bureau hat bei der Volkszählung 2020 eine Einwohnerzahl von 1.176 ermittelt.
Buffalo ist Bestandteil der Metropolregion um die Quad Cities in Iowa und Illinois.

## Geografie
Buffalo liegt 41°27'33" Nord und 90°43'16" West (41,459231, −90,721244). Nach dem United States Census Bureau hat die Stadt eine Fläche von 15,7 km². 15,6 km² davon sind Land, 0,1 km² (0,5 %) Wasser.
Buffalo liegt am Mississippi River, der die Grenze nach Illinois bildet.

## Demografische Daten
Bei der Volkszählung im Jahr 2000 lebten in Buffalo 1321 Menschen in 489 Haushalten und 356 Familien wohnten in der Stadt. Die Bevölkerungsdichte betrug 84,7/km². Von den 489 Haushalten hatten 33,7 % Kinder unter 18. Die durchschnittliche Zahl der Personen im Haushalt betrug 2,7 und die pro Familie 3,16.
95,91 % der Bevölkerung waren weiß, 4,09 % hatten eine andere Hautfarbe.
Von der Bevölkerung der Stadt waren 27,3 % unter 18, 8 % von 18 bis 24, 29,5 % von 25 bis 44, 22,6 % von 45 bis 64 und 12,5 % über 65 Jahren. Das Durchschnittsalter lag bei 35 Jahren. Auf 100 Frauen kamen 103,9 Männer, bei den über 18-jährigen 96,7.
Das Durchschnittseinkommen eines Haushalts betrug 44.250 $, das einer Familie 49.808 $. Männer hatten durchschnittlich ein Einkommen von 37.100 $, Frauen hingegen nur 21.188 $. Das Pro-Kopf-Einkommen der Stadt lag bei 21.957 $. 5,9 % der Bevölkerung und 4,4 % der Familien lebten in Armut.

## Söhne und Töchter der Stadt
- Seth Rollins (* 1986), Wrestler